# Aurora (cannoniera)
L'Aurora (già Marechiaro) è stata una cannoniera della Regia Marina.

## Storia
Varata nel 1904, la nave era in origine il panfilo a ruote britannico Taurus, che tra il 1904 ed il 1905 era stato acquistato dalla Marina imperiale austroungarica e, armato e sottoposto a lavori che avevano comportato l'eliminazione delle ruote e la conversione alla propulsione ad elica, era stato ribattezzato Nirvana. Lungo 79,6 metri, dislocava 1220 tonnellate in carico normale e 1388 a pieno carico ed era propulso da un apparato motore composto da una caldaia e due macchine alternative a vapore della potenza di 1700 HP, che consentivano una velocità di 14 nodi.
Durante la prima guerra mondiale la nave non svolse ruoli di rilievo, e dopo il conflitto, con la dissoluzione dell'Impero austro-ungarico e della sua Marina, passò alla Regia Marina come preda di guerra. Sottoposto nel 1923-1924 a lavori di risistemazione, il panfilo, ribattezzato Marechiaro, entrò in servizio sotto bandiera italiana nel 1924.
Dislocato dapprima in Mar Rosso e successivamente trasferito in Egeo, il Marechiaro operò in tali possedimenti sotto il controllo dei governatori locali.
Tra il 1927 ed il 1928 la nave venne sottoposta a radicali lavori di rimodernamento: lo scafo fu allungato di venti metri portando il dislocamento a pieno carico a 1501 tonnellate e l'apparato motore fu sostituito da un nuovo di potenza doppia, che consentì di aumentare di un nodo la velocità. La nave, ribattezzata "Regia nave Aurora", venne quindi destinata come panfilo del capo del governo Benito Mussolini e per l'occasione gli interni vennero ridisegnati dall'architetto Melchiorre Bega e adattati per ospitare Mussolini e i suoi ospiti. Così riallestita la nave per dieci anni operò come panfilo del Capo del Governo. Nel 1930 sbarcò i quattro pezzi da 76/40 mm, sostituiti con due cannoni da 57/43 mm.
Nel 1938 la nave venne riclassificata cannoniera.
All'ingresso dell'Italia nella seconda guerra mondiale, il 10 giugno 1940, l’Aurora non era inquadrata in alcuna formazione, bensì posta sotto il diretto controllo di Supermarina. Essendo un'unità minore, non prese parte ad eventi bellici di rilievo.
Intorno al 1941 la nave venne impiegata anche come nave bersaglio e nave scuola telemetristi.
Successivamente alla proclamazione dell'armistizio, nel settembre 1943, l’Aurora, al comando del tenente di vascello Attilio Gamaleri, lasciò la base di Pola, dove si trovava, diretta verso sud, per raggiungere un porto rimasto sotto il controllo italiano od alleato. Intorno alle tre di notte dell'11 settembre 1943, tuttavia, al largo di Ancona, la cannoniera s'imbatté nelle due motosiluranti tedesche S 61 ed S 64, partite da Taranto e dirette a Venezia. La S 54, portatasi per prima nei pressi della nave (che navigava oscurata), le ordinò di fermarsi, non ricevendo tuttavia risposta: a quel punto la motosilurante tentò di lanciare un siluro, ma non vi riuscì per un guasto. Immediatamente dopo la S 61 si portò all'attacco e lanciò due siluri, uno dei quali poté essere evitato dalla nave italiana, ma l'altro andò a segno: scossa dallo scoppio delle caldaie, l’Aurora affondò nel giro di alcuni minuti ad una decina di miglia dalla costa.
Scomparvero con la nave 26 uomini, mentre i 62 superstiti (tra cui il comandante Gamaleri) vennero recuperati dalle motosiluranti tedesche.